# STS-96
STS-96 e деветдесет и четвъртата мисия на НАСА по програмата Спейс шатъл и двадесет и шести полет на совалката Дискавъри. Това е втори полет на совалка по строителството на МКС.

## Екипаж
| Пост                    | Астронавт                                          |
| ----------------------- | -------------------------------------------------- |
| Командир                | Кент Роминджър четвърти космически полет           |
| Пилот                   | Рик Хъсбанд първи космически полет                 |
| Специалист на мисията 1 | Даниел Бари втори космически полет                 |
| Специалист на мисията 2 | Тамара Джерниган пети космически полет             |
| Специалист на мисията 3 | Елен Очоа трети космически полет                   |
| Специалист на мисията 4 | Жули Пайет (СSA) първи космически полет            |
| Специалист на мисията 5 | Валерий Токарев (Роскосмос) първи космически полет |

## Полетът
Основната цел на полета е доставка на повече от 1300 кг материали и оборудване на борда на МКС. Скачването на совалката с МКС става на третия ден от полета. На четвъртия ден е извършено излизане в открития космос от астронавтите Тамара Джерниган и Даниел Бари. Задачата им е да монтират няколко уреда и съоръжения на външната повърхност на станцията, които да се използват при бъдещи излизания на следващите полети. Полезният товар е доставен в орбита с помощта на транспортния модул Спейсхеб. Това е тринадесетият му полет и шести в двойна конфигурация. Товарът е разпределен така: около 770 кг оборудване за руския сегмент на станцията, около 600 кг за американския сегмент и около 270 кг вода. Всички тези товари са предназначени за първата дълговременна експедиция на МКС, която ще пристигне в космоса след присъединяването на още един модул (Звезда). По това време станцията е все още е необитаема.

## Параметри на мисията
- Маса на совалката при приземяването: 103 322 кг
- Маса на полезния товар:11 130 кг
- Перигей: 550 км
- Апогей: 561 км
- Инклинация: 28,45°
- Орбитален период: 96.0 мин

Скачване с „МКС“
- Скачване: 29 май 1999, 04:23 UTC
- Разделяне: 3 юни 1999, 22:39 UTC
- Време в скачено състояние: 5 денонощия, 18 часа, 15 минути.

### Космически разходки
| № | Участници                      | Начало                | Край                  | Продължителност  |
| - | ------------------------------ | --------------------- | --------------------- | ---------------- |
| 1 | Тамара Джерниган и Даниел Бари | 30 май 1999 02:56 UTC | 30 май 1999 10:51 UTC | 7 часа 55 минути |

Това е 45-о излизане в открития космос от совалка и 4-то, свързано с МКС. Това е 2-ро излизане за Даниел Бари и 1-во за Тамара Джерниган.